# Середняковское сельское поселение
Середняко́вское се́льское поселе́ние — муниципальное образование в Костромском районе Костромской области России.
Административный центр — деревня Середняя.

## История
Середняковское сельское поселение образовано 30 декабря 2004 года в соответствии с Законом Костромской области № 237-ЗКО, установлены статус и границы муниципального образования.

## Население
| 2008  | 2010  | 2012  | 2013  | 2014  | 2015  | 2016  |
| ----- | ----- | ----- | ----- | ----- | ----- | ----- |
| 1463  | ↗1500 | ↗1520 | ↗1533 | ↗1542 | ↗1553 | ↗1568 |
| 2017  | 2018  | 2019  | 2020  | 2021  |       |       |
| ↗1603 | ↗1620 | ↗1624 | ↘1612 | ↗1717 |       |       |

## Состав сельского поселения
| № | Населённый пункт | Тип населённого пункта          | Население |
| - | ---------------- | ------------------------------- | --------- |
| 1 | Задубье          | деревня                         | ↗20       |
| 2 | Коркино          | деревня                         | ↗35       |
| 3 | Лежнево          | деревня                         | ↗104      |
| 4 | Сабурка          | кордон                          | ↗2        |
| 5 | Середняя         | деревня, административный центр | ↘1229     |
| 6 | Симаково         | деревня                         | ↗26       |
| 7 | Становщиково     | деревня                         | ↘86       |